# 蒙吉爾縣
蒙吉爾縣是印度的一個縣，位於該國東北部，由比哈爾邦負責管轄，面積1,420平方公里，每年平均降雨量1,146毫米，2011年人口1,359,054，人口密度每平方公里957人。

## 外部連結
- Munger District-Official Website
- Munger District Photos[永久]
- Posts from District Magistrate Munger （页面存档备份，存于）
- Munger District on Facebook